# Battaglia di Nikolaevka
La battaglia di Nikolaevka (in russo: in russo Бой под Николаевкой?, Boj pod Nikoláevkoj; AFI: [ˈboj pət nʲɪkɐˈɫajɪfkǝj]), combattuta il 26 gennaio 1943 durante la seconda guerra mondiale, fu un feroce scontro tra le forze italo-tedesche dell'Asse e le truppe sovietiche. Ci fu da parte dei sovietici un attacco molto consistente che portò ad un caotico ripiegamento nella parte meridionale del fronte orientale e costituì la fase cruciale e risolutiva della ritirata, determinando l'annientamento delle truppe italiane, decimate da morti, feriti e prigionieri, con una minima parte in grado di uscire dalla sacca.

## Storia

### Il contesto
Nel corso dei mesi precedenti, le forze sovietiche avevano accerchiato la 6ª Armata tedesca a Stalingrado (operazione Urano) e sbaragliato completamente le armate romene e gran parte dell'8ª Armata italiana (operazione Piccolo Saturno). La successiva offensiva Ostrogožsk-Rossoš', sferrata il 12 gennaio 1943, sfondò le precarie linee difensive dell'Asse e portò al crollo del fronte sul fiume Don e alla ritirata.
Fondamentale per l'esito dello scontro conclusivo furono le due battaglie di Schelijakino e Varvàrovka, ove i reparti dell'artiglieria a cavallo (le Volòire), il battaglione alpini Morbegno, alcune batterie del gruppo artiglieria da montagna Bergamo ed altri reparti alpini, sacrificandosi quasi interamente, distrussero gran parte dei mezzi corazzati russi disponibili in quel settore.
Gli ultimi resti delle forze italiane, tedesche e ungheresi, provate, oltre che dai combattimenti, dal gelido inverno russo, si ritrovarono ad affrontare alcuni reparti dell'Armata Rossa, asserragliatisi nel villaggio di Nikolaevka per bloccare la fuga dalla grande sacca del Don.

### La battaglia
Già dalle prime ore del mattino, la colonna formata dalle truppe italiane in ritirata, cui erano aggregati diversi reparti delle altre potenze dell'Asse (specialmente tedeschi e ungheresi), venne fatta oggetto di un bombardamento da parte di quattro aerei dell'Armata Rossa.
Alla 2ª Divisione alpina "Tridentina", l'unica delle divisioni italiane ancora in grado di combattere, fu assegnato il compito di iniziare l'assalto al villaggio. Particolarmente significative durante questo attacco furono le azioni dei battaglioni "Vestone" comandato dal maggiore Enrico Bracchi, "Verona", "Valchiese" e "Tirano". Malgrado lo sbandamento, che sarebbe stato comprensibile per delle truppe in ritirata, gli italiani riuscirono a sostenere lo scontro con i sovietici, maggiormente dotati di armi pesanti ed artiglieria.
In serata si unì alle forze all'attacco il "Battaglione Edolo", contribuendo allo sforzo degli altri uomini della "Tridentina", guidati dal generale Luigi Reverberi, e riuscendo così ad aprire un varco fra le linee sovietiche, grazie all'impiego dell'unico carro armato tedesco ancora utilizzabile ed alla disperata lotta per sfuggire all'accerchiamento.
Dalla motivazione della medaglia d'oro al valor militare conferita a Reverberi per il suo comportamento in questa battaglia si legge:
Le perdite italiane furono altissime ma le truppe dell'Asse, pur decimate e completamente disorganizzate, riuscirono a raggiungere Šebekino, il 31 gennaio 1943, località al di fuori della "tenaglia" russa.

## Le perdite
Il 16 gennaio 1943, giorno di inizio della ritirata, il Corpo d'Armata Alpino contava 61 155 uomini. Dopo la battaglia di Nikolaevka si contarono 13 420 uomini usciti dalla sacca, più altri 7 500 feriti o congelati. Circa 40 000 uomini rimasero indietro, morti nella neve, dispersi o catturati. Migliaia di soldati vennero presi prigionieri durante la ritirata e radunati dai sovietici in vari campi. Uno dei più tristemente noti fu quello di Rada, nei pressi della città di Tambov. Solo una percentuale minima di questi prigionieri farà ritorno in Italia a partire dal 1945.

## Tributi alla memoria
Fra gli alpini che hanno preso parte a questa battaglia, si ricordano Giulio Bedeschi, don Carlo Gnocchi (come cappellano militare), Mario Rigoni Stern e Nuto Revelli.
Giulio Bedeschi romanzò (sulla base di fatti storici realmente accaduti) la ritirata di Russia narrando con nomi fittizi ma in prima persona, i fatti della spedizione italiana in Russia, con le vicende riguardanti la disfatta culminanti nella battaglia di Nikolaevka nel libro del 1963 Centomila gavette di ghiaccio.
Nuto Revelli, che faceva parte del Battaglione Tirano, descrisse la battaglia, con i nomi dei protagonisti cambiati, nel suo libro Mai tardi. Diario di un alpino in Russia (1946). Lo stesso racconto, rivisto e con i nomi veri, entrò a far parte del suo successivo libro La guerra dei poveri (1962).
Mario Rigoni Stern scrisse di quest'episodio nel suo romanzo Il sergente nella neve, che nel 2007 fu riadattato teatralmente (Il sergente) da Marco Paolini. In Ritorno sul Don, Rigoni Stern torna a visitare quei luoghi dopo circa trent'anni dalla prima volta in cui li aveva visti. Anche lo scrittore Eugenio Corti, che visse in prima persona la guerra sul fronte russo e la ritirata, ne riferisce nel suo libro Il cavallo rosso.
Lo scrittore e saggista Ottobono Terzi, conte di Sissa e Torlonia, ufficiale della Volòira ma, nell'ultima fase della ritirata, in forza al gruppo d'Artiglieria Alpina Bergamo, fu presente quel giorno a Nikolaevka e, nel libro Varvarovka alzo zero, rende testimonianza dello sfondamento finale, cui lui e i colleghi non poterono offrire supporto di fuoco per la perdita di obici ed esaurimento dei colpi.
In memoria, ogni anno, tra gennaio e febbraio, in numerose città hanno luogo delle commemorazioni della battaglia organizzate da gruppi e sezioni dell'Associazione Nazionale Alpini.
Tra queste cerimonie, la più importante, a livello nazionale, ha luogo a fine gennaio a Brescia, presso il monumento vivente degli alpini: una grande struttura edificata nel 1983 e donata come sede della Cooperativa Sociale Nikolaevka ONLUS e della Fondazione Scuola Nikolaevka ONLUS, per erogare attività a favore delle persone con grave disabilità motoria. All'interno dell'atrio della struttura è collocata una lapide su cui è scritto: "Nel 40º anniversario della battaglia di Nikolaevka nel ricordo di quanti senza odio ma senza viltà caddero combattendo per l'onore della bandiera e la salvezza dei fratelli, gli alpini bresciani hanno edificato con amore e lieta fatica questa scuola di mestieri perché a coloro che meno hanno avuto dalla sorte si schiuda un più sereno avvenire - Brescia 22 gennaio 1983".
A Sirmione (BS) nella piazza della frazione Rovizza c'è un monumento dedicato a Nikolaevka, eretto nel 1963. Il 26 gennaio di ogni anno la mattina tutti i combattenti si ritrovano con le autorità nella piazza per la memoria.
A Soave (VR) sorge un monumento intitolato ai caduti di Nikolaevka eretto nel 2009. Soave mandò 35 giovani nella campagna di Russia, di cui uno solo tornò a casa, mentre gli altri morirono nella ritirata. Vengono commemorati Il 12 gennaio d'ogni anno. L'opera nel 2013 ha ricevuto la medaglia dell'allora presidente della Repubblica Giorgio Napolitano e una pure dall'allora presidente del Senato, Renato Schifani.
A Varese dove ogni anno gli Alpini di tutta la sezione e non solo, svolgono un pellegrinaggio sino alla sommità del sacro monte ove spesso sono stati presenti numerosi reduci.
A Roma, sulla via Cassia all'altezza della Tomba di Nerone, sorge il "Giardino dei Caduti e Dispersi in Russia". Ogni anno il 26 gennaio si commemorano i soldati italiani caduti nella battaglia di Nikolaevka.
A Milano è presente una via dedicata allo scontro.
Nel ricordo di Nikolaevka troviamo, fra le più note canzoni alpine, Le voci di Nikolajewka del compositore vicentino Bepi De Marzi (che nel titolo si ispira alla nota canzone Le voci di Giarabub) e una canzone del cantautore veneto Massimo Priviero, intitolata Nikolaevka; è da segnalare anche il brano: La strada del Davai, continuazione del brano precedente, e la canzone Il reduce composta dal cantautore comasco Davide Van de Sfroos.
La legge 5 maggio 2022, n. 44, istituisce il giorno 26 gennaio la Giornata nazionale della memoria e del sacrificio degli Alpini, in ricordo della battaglia. La data, direttamente a ridosso della Giornata internazionale della memoria dell'Olocausto del 27 gennaio, ha anche sollevato critiche sia per l'infelice scelta temporale sia per il ricordo di un evento bellico che comunque era inserito una guerra d'aggressione, scatenata dalle truppe tedesche e italiane a scapito dell'Unione sovietica.

## Nikolaevka oggi
Oggi Nikolaevka non è più individuabile come comune, essendo stata assorbita da quello di Livenka. Giuseppe D'Amato ha raccontato in un reportage, pubblicato dal L'Eco di Bergamo nel 2003 e riedito da EuropaRussia nel 2009, questi luoghi e le sensazioni di alcuni reduci italiani venuti a visitare le zone dove avevano combattuto e dove avevano lasciato per sempre tanti loro commilitoni. Guida d'eccezione è stato il professor Alim Morozov, che, all'interno dell'asilo costruito dall'Associazione Nazionale Alpini a Rossoš' a cavallo tra gli anni ottanta e novanta, ha costituito un museo. Il suo libro La guerra a casa mia, in italiano uscito col titolo Dalla lontana infanzia di guerra, è una testimonianza speciale sugli avvenimenti del Don.

## Onorificenze
- Sottotenente Eros Da Ros, Battaglione Alpini "Verona"[13]
- Capitano Alessandro Pietro Frugoni, Battaglione Alpini "Val Chiese"[14]
- Tenente Gino Ferroni, Battaglione Alpini "Val Chiese"[15]
- Generale di Brigata Giulio Martinat, Capo di Stato Maggiore del Corpo d'Armata Alpino[16]
- Generale di Divisione Luigi Reverberi, Comandante della 2ª Divisione Alpina "Tridentina"[17]
- Tenente Colonnello Carlo Calbo, 2º rgt. Artiglieria alpina, Comandante dell’Artiglieria della Divisione “Tridentina”[18]